# Ils attrapèrent le bac
Pour plus de détails, voir Fiche technique et Distribution.
Ils attrapèrent le bac (De nåede færgen) est un court métrage de Carl Theodor Dreyer sorti en 1948. Il dure 11 minutes.

## Contexte de la création
En 1948, à la suite de l'insuccès commercial de son précédent flm, Dreyer est conduit à accepter un film « alimentaire », une commande institutionnelle pour un court-métrage (11 min 30 s) de sécurité routière, à une époque où n'existaient ni limitation de vitesse, ni obligation de port d'équipements de sécurité, il en fera un petit chef-d'œuvre de rythme et de montage unanimement cité comme un trait de génie.

## Déroulé du film
Un ferry accoste sur une île danoise et, pendant les (longs et lents) préparatifs de la mise à quai, le pilote d'une moto (Joseph Koch) s'inquiète auprès d'un officier de la correspondance avec le ferry de Nyborg.
Le marin est pessimiste : 45 minutes pour 70 kilomètres c'est trop peu d'autant que la route est sinueuse et encombrée.
Le pilote de la moto (une Nimbus 750 sport dernier modèle, de fabrication danoise), en cuir et gants noirs, mais sans casque et sa passagère, en imperméable et foulard d'un blanc immaculé sont les derniers à débarquer du ferry, derrière une antique et inquiétante camionnette dont l'arrière est décoré d'une cage thoracique peinte et se lancent dans une course contre la montre pour attraper le ferry.
Les contretemps s'accumulent : ravitaillement en essence, erreur à un carrefour alors que la moto, partie en retard comme le lièvre de la fable avait enfin doublé la camionnette corbillard.
Le pilote prend tous les risques (passage à niveau franchi en trombe alors que la barrière s'abaisse, dépassements à la limite sur des routes rurales où les autos le disputent aux animaux de ferme). Les dialogues sont minimalistes, la bande son se limite quasiment au bruit du moteur, toujours plus sollicité.
La caméra multiplie les angles de prise de vue (le paysage qui défile, le compteur de vitesse, le couple en gros plan) à mesure que la tension s'accumule. Innovation encensée par la critique, le son effectue des « plans sonores » qui varient selon l'axe de la caméra.
Alors qu'il tente de dépasser pour la seconde fois la sinistre camionnette noire, la caméra montre enfin en gros plan le visage de son conducteur : Une figure émaciée, sinistre et ricanante.
La fin, sur le quai où la cloche du ferry de Nyborg "pique" l'ordre d'appareillage est une citation directe du célèbre tableau d'Arnold Böcklin , qui lui-même renvoie au mythe de Charon.

## Autour du film
Pour le tournage, qui comportait des risques, Dreyer demanda l'autorisation d'employer des prisonniers allemands condamnés à mort pour crimes liés à l'occupation, ce qui fut refusé.
L'interprète principal, Joseph Koch n'était pas un acteur, mais un pilote moto professionnel, et sa passagère n'était autre que sa propre épouse.
La caméra était, pour nombre de scènes, montée sur un side-car où se trouvait le chef-opérateur, Jorgen Roos, et lors d'une prise de vue le side-car sortit de la route à grande vitesse, capotant dans un champ. Jorgen Roos s'en tira avec un poignet et une côte fracturés, il rapporta plus tard que Dreyer qui était accouru, s'inquiéta d'abord de la caméra et du film avant de s'enquérir du sort de Roos et de son pilote.

## Sorties et présentation en festival
- Sortie officielle au Danemark[2] : 12 mai 1948.
- Présentation en compétition[3] (catégorie Courts métrages) lors du Festival de Cannes 1949.